# Economía hipocarbónica

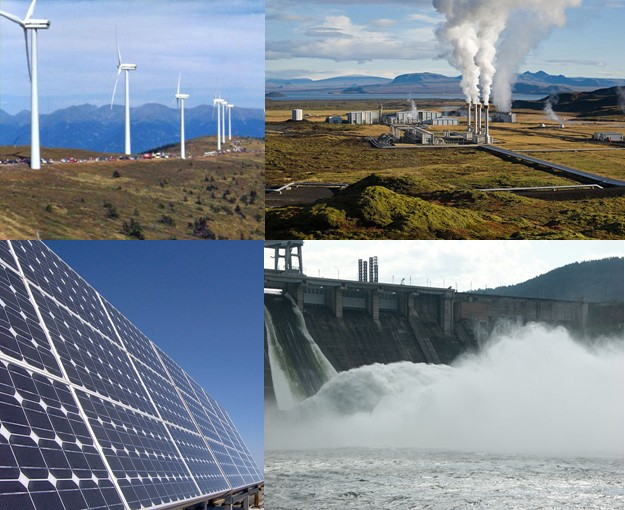
Energías renovables, base de una economía hipocarbónica. En el sentido de las agujas del reloj, aerogeneradores, central geotérmica, central hidroeléctrica y paneles solares fotovoltaicos

La economía hipocarbónica, también llamada economía baja en carbono (acrónimo en inglés LCE), o economía baja en combustibles fósiles (acrónimo en inglés LFFE) es una economía que emite un mínimo de gases de efecto invernadero (GEI o GHG por sus siglas en inglés) hacia la biosfera y, específicamente, un mínimo de dióxido de carbono (CO2).
Desde mediados del S. XX, investigaciones científicas han identificado un aumento de la temperatura media de la Tierra. Este fenómeno, conocido como calentamiento global, está asociado a la gran concentración de gases de efecto invernadero en la atmósfera debido a causas antropogénicas, generando cambios en el clima a largo plazo, con impactos negativos sobre la humanidad y la vida en el planeta. La aplicación mundial de la economía hipocarbónica se propone como un medio para evitar un cambio climático catastrófico, y como antecesor de lo más avanzado: sociedad de cero carbono y economía de energía renovable.
El proceso de convertir una economía con altas emisiones de carbono en una hipocarbónica se conoce como descarbonización de la economía o, simplemente descarbonización.Puede incluir medidas para el secuestro o captura de carbono, para la transición energética a fuentes renovables, entre otras.
Numerosos países han reconocido la necesidad de transitar hacia una economía hipocarbónica para enfrentar el cambio climático y garantizar un desarrollo sostenible a largo plazo, lo que se ha visto reflejado en acuerdos internacionales como el Protocolo de Kioto, firmado en 1997. A través de este documento se establecieron objetivos de reducción de emisiones de gases de efecto invernadero para los países industrializados, lo que impulsó la investigación y el desarrollo de tecnologías bajas en carbono y la adopción de políticas públicas con objetivos jurídicamente vinculantes.
En 2015, en el marco de la Convención Marco de las Naciones Unidas sobre el Cambio Climático, se redactó el Acuerdo de París, firmado por 196 países que manifestaron su compromiso de reducir sus emisiones de gases de efecto invernadero para limitar el aumento de la temperatura global por debajo de 2 °C sobre los niveles pre-industriales, así como de comunicar sus planes de actuación cada cinco años.  
El proceso de descarbonización es fundamental para alcanzar los Objetivos de Desarrollo Sostenible, especialmente el ODS 7: Energía asequible y no contaminante. 

## Instrumentos para reducir los Gases de Efecto Invernadero

### Energías renovables
La transición hacia fuentes de energía renovable es fundamental para reemplazar los combustibles fósiles, principales responsables de las emisiones de CO2. Si bien, antes de 2010 padecía el problema de ser más costosa que la energía de fuentes convencionales, en 2023, según la Agencia Internacional de Energías Renovables (IRENA), el coste de las renovables cayó entre 2010 y 2022 y la electricidad procedente de fuentes solares y eólicas es, actualmente, competitiva frente a la obtenida a través de combustibles fósiles.
Aunque la energía fotovoltaica y la eólica siguen presentando el problema de su variabilidad, se puede paliar con un adecuado mix de centrales termosolares, centrales térmicas de biomasa o centrales hidroeléctricas reversibles. La variabilidad de las energías renovables también se puede manejar adecuadamente con sistemas de inteligencia artificial combinados con baterías.
Gracias a la reducción de costos y a la preocupación por el cambio climático, la inversión en fuentes renovables y la producción de energía a través de ellas han crecido significativamente en los últimos tiempos. En 2018, el presidente de la compañía eléctrica española, Iberdrola, estimóen 20 billones de dólares norteamericanos las inversiones necesarias de 2019 a 2044 para la completa descarbonización de la economía mundial. Además, independientemente del efecto en la biosfera de las emisiones de GEI, el problema creciente del pico petrolero también se ha esgrimido como un motivo suficiente para una transición a una economía hipocarbónica.
Según IRENA, las economías del mundo deben incorporar una media de 1000 GW de electricidad renovable anualmente hasta 2030 para alcanzar el objetivo de limitar el aumento de temperatura del planeta a 1,5 °C.

### Eficiencia energética
Paralelamente, la mejora de la eficiencia energética en edificios, vehículos o procesos industriales se ha convertido en otro pilar fundamental para conseguir una economía hipocarbónica. Según datos de la Agencia Internacional de la Energía (AIE) publicados en 2023, en las últimas dos décadas las mejoras en eficiencia energética han reducido a la mitad las emisiones de CO2, y se estima que hasta 2030 evitarán la emisión de alrededor 10 Gt/año de CO2.
La mejora de la eficiencia energética afecta a todos los sectores, incluyendo la construcción de edificios más eficientes, mejora de estándares de eficiencia de maquinaria industrial y electrodoméstico, y el fomento de prácticas de consumo de energía más eficiente en hogares y empresas.

### Captura y almacenamiento de carbono
Las CAC, o CCS por su nombre en inglés, son un conjunto de tecnologías que permiten capturar el dióxido de carbono de las emisiones industriales y almacenarlo de forma segura, habitualmente en formaciones geológicas subterráneas. Esta tecnología se encuentra aún en fase de desarrollo y los costos que conlleva, especialmente la captura de emisiones, son elevados. Las CAC pueden utilizarse para capturar el CO2 de centrales eléctricas, industria y otras fuentes de emisiones. 
En 2023, la capacidad mundial de captura de carbono se sitúa alrededor de los 50 Mtpa.

### Movilidad sostenible
La movilidad sostenible es uno de los instrumentos fundamentales para alcanzar una economía hipocarbónica, ya que el transporte es uno de los sectores económicos que genera más emisiones de GEI.
Según La Asociación Internacional para la Defensa del Transporte Sostenible y Bajo en Carbono, si queremos alcanzar el objetivo de no sobrepasar los 1,5° de calentamiento global, es necesario una reducción del 59% de las emisiones de gases de efecto invernadero liberados por el transporte.
Para reducir las emisiones de GEI del sector transporte, se están adoptando diferentes estrategias como fomentar el uso de modos de transporte más eficientes y menos contaminantes, mejorar la eficiencia energética de vehículos o reducir la demanda global de transporte mediante el desarrollo de políticas de planificación urbana que promuevan la proximidad y accesibilidad. 

### Políticas y legislación
Las políticas y la legislación son fundamentales para la transición a una economía hipocarbónica. Estas medidas pueden ayudar a incentivar la inversión en energías renovables, la eficiencia energética y otras tecnologías y prácticas bajas en carbono. 
Los objetivos climáticos son un compromiso político que establecen un límite para las emisiones de gases de efecto invernadero. Estos objetivos pueden ser vinculantes o no vinculantes, y pueden establecerse a nivel nacional, regional o internacional.
Uno de estos documentos de compromiso a nivel mundial es el Acuerdo de París, adoptado por 196 partes durante la COP21, en 2015, y que entró en vigor en noviembre de 2016. El objetivo de este tratado es limitar el calentamiento global muy por debajo de 2°, preferiblemente a 1.5° Celsius, en comparación con los niveles preindustriales. 
En términos regionales, la Ley Europea del Clima presenta el compromiso vinculante para todos los estados de la Unión Europea de alcanzar la neutralidad climática en 2050, así como  un objetivo intermedio de reducir las emisiones en un 55% de 2018 a 2030.
El precio del carbono también es un mecanismo que se ha demostrado eficaz en la lucha contra las emisiones de carbono y pueden ayudar a reducir las emisiones al encarecer los combustibles fósiles y hacer que las energías renovables puedan ser más competitivas. 
En la Unión Europea, el Régimen de Comercio de Emisiones, creado sobre la base del principio “el que contamina paga”, permite a las empresas comprar derechos de emisión de gases de efecto invernadero.
Los subsidios y subvenciones para energías renovables son otras medidas de política pública que tienen el objetivo de fomentar el desarrollo de energías renovables frente a las basadas en combustibles fósiles. 

### Inversión verde y finanzas sostenibles
Las finanzas sostenibles son un enfoque en la gestión y asignación de recursos financieros que busca apoyar la transición hacia una economía baja en carbono. Este enfoque considera los impactos ambientales y sociales de las inversiones, y tiene el potencial de influir significativamente en la mitigación del cambio climático. Las finanzas sostenibles incluyen la inversión en energías renovables y tecnologías bajas en carbono, lo que contribuye al desarrollo de soluciones eco-amigables y al crecimiento económico responsable. Al mismo tiempo, estas prácticas financieras desalientan las inversiones en industrias contaminantes, fomentando una transición hacia sectores más sostenibles.

### Concienciación y participación ciudadana
Protestas como el movimiento global “Fridays For Future”, han contribuido a poner el cambio climático en el centro de la agenda política, presionando a los gobiernos para que adopten medidas climáticas más ambiciosas. 
Las campañas de concientización sobre el cambio climático son una forma importante de informar a la población sobre el problema del calentamiento global y sus impactos. Estas campañas pueden utilizar diferentes canales, como los medios de comunicación, las redes sociales y la educación. 
Otro ejemplo de campañas son las iniciativas como “Compra local”, que promueve el consumo de productos locales reduciendo así las emisiones de GEI asociadas al transporte, y “La hora del planeta”, que invita a los ciudadanos a apagar las luces durante una hora para concienciar sobre el consumo de energía”. 

## Sector primario

### Agricultura
Los productos alimenticios deben producirse lo más cerca posible de los consumidores finales (preferentemente a poca distancia en bicicleta). Esto reducirá la cantidad de energía basada en carbono necesaria para el transporte de estos productos. Los consumidores también pueden comprar alimentos frescos en lugar de alimentos procesados, ya que procesarlos consume energía. Otra posibilidad de ahorrar energía es tomar el alimento crudo. Hay alimentos, como las frutas, que pueden tomarse crudos sin riesgo para la salud (otros, como la carne, necesitan cocinarse). Se ahorraría energía si la producción y el consumo de alimentos estuvieran organizados de manera que las personas, manteniendo una dieta sana y equilibrada, tomaran un máximo de alimentos crudos.
Además, la mayoría de las instalaciones agrícolas en el mundo desarrollado son mecanizados, debido a la electrificación rural, produciendo importantes ganancias de productividad, aunque también consume mucha energía. Por esa y otras razones (tales como los costes de transporte) en el bajo contenido de carbono, las zonas rurales dependen en gran medida de recursos renovables producidos a nivel local y de la electricidad.
El riego puede ser uno de los principales componentes del consumo energético de una instalación agrícola. En algunas partes de California puede ser hasta de un 90 %. En una economía de bajas emisiones de carbono, los equipos de riego se mantendrán, e actualizarán continuamente, y los campos utilizarán más eficientemente el agua de riego.

#### Cultivos
Los diferentes cultivos requieren diferentes cantidades de energía de entrada. Por ejemplo: cultivos de invernadero, cultivos de riego y frutales requieren una gran cantidad de energía para mantenerse, mientras que los cultivos en hileras y cultivos de campo no necesitan tanto mantenimiento. Los invernaderos y cultivos de regadío que existen incorporarán las siguientes mejoras de:
Cultivos de invernadero
- sistemas de control ambiental
- condensadores de recuperación de calor
- tanques de almacenamiento de calor
- retención de calor utilizando pantallas térmicas
- combustibles alternativos (por ejemplo, residuos de madera)
- cogeneración (calor y electricidad)

Cultivos herbáceos de regadío
- medición de la humedad del suelo para regular el riego
- variadores de velocidad en las bombas

#### Ganadería
La ganadería también puede utilizar una gran cantidad de energía en función de cómo se ejecutan. Los usan en alimentar animales: maíz, soja, y otros cultivos. Y se gastará energía para producir esos cultivos, procesarlos y su transporte. La cría de animales encontrará los mejores cereales para alimentarse, y el agricultor gastará energía para cuidarlos, pero no tanto cuando el agricultor cultiva cereales y oleaginosas.
Muchas operaciones de ganadería utilizan una gran cantidad de energía para el agua de su ganado. En una economía hipocarbónica, para tales operaciones se utilizan métodos conservacionistas del agua como recolectar agua de lluvia o utilizar aljibes, y también impulsar las bombas de agua con energías renovables como eólica o solar.
Debido a las instalaciones de electrificación rural, la mayoría de la agricultura en los países desarrollados utiliza una gran cantidad de electricidad. En una economía de bajas emisiones de carbono, las explotaciones se llevarán a cabo y se equiparán para permitir una mayor eficiencia energética. La industria lechera, por ejemplo, incorporaría los siguientes cambios:
- recuperación de calor en cubas de leche
- variadores de velocidad en motores / bombas
- recuperación de calor del agua caliente de lavado
- medición de la humedad del suelo para regular el riego de los pastos
- biodigestor con cogeneración (calor y electricidad)
- calentamiento solar de agua
- controles remotos
- banco de hielo
- sustituir por agua caliente los productos químicos usados para lavar

### Caza y Pesca
La pesca utiliza mucha energía. Mejoras en la recuperación de calor de la refrigeración, y la red de arrastre, serán comunes en una economía hipocarbónica.

### Silvicultura
En una economía hipocarbónica, la silvicultura se centrará en prácticas de bajo impacto y fácil rebrote. Los gestores forestales se asegurarán de no alterar demasiado las reservas de carbono presentes en el suelo. Granjas con árboles especializados serán la fuente principal de muchos productos. Variedades de árboles de maduración rápida crecerán y serán rotados en orden para maximizar la producción.

### Minería
Quemar o verter a la atmósfera el gas natural en pozos petrolíferos es una significativa fuente de gases de efecto invernadero.
La contribución de esta práctica a los gases de invernadero ha declinado desde un pico en 1970 de 110 toneladas métricas/año y ahora aporta 0,5 % de todo el dióxido de carbono antropogénico.
El Banco Mundial estima que 100 millones de metros cúbicos de gas natural son quemados o ventilados por año. Este es el equivalente al gas consumido en un año por Alemania y Francia, dos veces lo consumido por África. Y lo suficiente para abastecer al planeta por 20 días. Esta quema está concentrada en pocos países, 10 países emiten el 75 %, y 20 el 90 %. Las mayores quemas se dan en el delta del Níger en Nigeria. Los principales contribuyentes son (en orden decreciente) Nigeria, Rusia, Irán, Argelia, México, Venezuela, Indonesia y Estados Unidos.

## Sector Secundario

### Procesamiento básico de metal
- Motores de alta eficiencia
- Hornos de inducción
- Recuperadores de calor

### Procesamiento de productos no metálicos
- Variadores de velocidad
- Moldeo por inyección: reemplazo de hidráulicos con servomotores

### Procesamiento de la madera
- Motores de alta eficiencia
- Ventiladores de alta eficiencia
- Secadores deshumidificantes

### Procesamiento de pulpa de papel
- Variadores de velocidad
- Motores de alta eficiencia

### Procesamiento de comida
- Calderas de alta eficiencia
- Recuperadores de calor, p. ej. para refrigeración
- Precalentamiento solar de agua
- Biocombustibles, p. ej. sebo o madera.

## Sector terciario

### Venta al por menor
La venta al por menor en una economía hipocarbónica tendrá nuevas características. Una será la iluminación altamente eficiente como fluorescentes compactos, halógenos, y en algún momento tecnología led. Muchas tiendas tendrán paneles solares en el techo. Esto tiene sentido porque la mayoría de la energía producida por los paneles se da durante el día y durante el verano. Esto es, cuando la electricidad es más cara y cuando los comercios usan más.

### Servicios de transporte
- Medios de propulsión más eficientes
- Favorecer los vehículos más eficientes; mayor electrificación de los vehículos, particularmente híbridos enchufables.
- Más vehículos alternativos y más FlexFuel, basados en las condiciones locales y la disponibilidad.
- Enseñanza a los conductores para un uso más eficiente del combustible.
- Biocombustibles celulósicos bajos en carbono (biodiésel, bioetanol, biobutanol).
- Hacer que los combustibles procedentes del petróleo sean más caros.
- Menos comercio internacional de objetos físicos, a pesar de un mayor comercio global medido en el valor de bienes.
- Mayor uso de transporte marino y ferroviario, y menores vuelos.
- Aumentar el transporte público y la bicicleta y disminuir la dependencia de vehículos privados.
- Más tuberías de gran capacidad para el transporte de fluidos comerciales como agua, etanol, butano, gas natural, petróleo, e hidrógeno (que se añadirían a las que ya existen para transportar gasolina o gasóleo).[28][29][30]

## Pasos iniciales
Internacionalmente, el paso más significativo hacia una economía hipocarbónica fue firmar el protocolo de Kioto, que tomó fuerza el 16 de febrero de 2005, por el cual los países más industrializados decidieron reducir sus emisiones de gases de efecto invernadero —a excepción de EE. UU., que no firmó el tratado.
El objetivo de este protocolo, en su primer periodo (2008-2012), incluía únicamente la reducción de emisiones por parte de los países desarrollados, lo que para entonces cubría el 30% de las emisiones globales.En el segundo periodo (2013-2020) dada la reducción de peso relativo de las emisiones de los países comprometidos, ese porcentaje bajó a 15%.
Ante la necesidad de contar con un instrumento que asegurara la participación de todos los países para responder a la amenazas de la crisis climática, en 2015 se adoptó el Acuerdo de París, el cual cubre los distintos aspectos de la lucha contra el calentamiento global, como la mitigación, adaptación y los medios de implementación, a fin de evitar que el aumento de la temperatura medio global supere los 2° respecto a los niveles pre-industriales, así como esforzarse para limitar este aumento en tan sólo 1,5°.
Actualmente, el Acuerdo de París ha sido rectificado por 195 partes.

## Avances por región

### América Latina y el Caribe
Entre 2015 y 2022, la región de América Latina y el Caribe aumentó su capacidad renovable en 51%, alcanzado ese último año el 64% de generación a partir de fuentes renovables. Pese a estos avances, y considerando el progresivo aumento de la demanda eléctrica, el Banco Interamericano de Desarrollo alertó que la región no alcanzará las emisiones cero netas para el 2050 a menos que se realicen cambios significativos en la matriz energética.
En términos de transición energética, Brasil y Chile se ubican como los líderes a nivel regionaly están entre los 20 países mejor preparados para la transición, ubicándose en los puestos 12 y 20 respectivamente del Índice de Transición Energética (IET).
Por otra parte, Costa Rica y Paraguay lideran las tablas de dimensiones de sostenibilidad, principalmente gracias al uso mayoritario de energía hidroeléctrica.

### Europa

#### Islandia
Islandia comenzó a utilizar energías renovables desde principios del siglo 20, y es considerada una economía hipocarbónica. De cualquier modo su consumo per cápita de elegía creció con la economía. Desde 2009 la mayor parte de lo consumido proviene de la energía geotérmica y la energía hidroeléctrica, fuentes renovables.
Y desde 1999 provee el 70% de la energía de Islandia y el 99.9 de la electricidad consumida. Por lo tanto Islandia tiene un consumo de energía de bajo carbono, 62% menor que EE. UU., a pesar de usar más energía primaria. Ya que es renovable, ilimitada y sin costo para los islandeses. El país busca la neutralidad de carbono y espera usar un 100% de energía renovable para el 2050 y conseguir combustible de hidrógeno por medio de renovables.

#### Suecia
Artículo principal:fase de eliminación de petróleo en Suecia

#### Reino Unido
En el Reino Unido se promulgó la Ley de Cambio Climático que esbozó un marco para la transición hacia una economía hipocarbónica, transformado en ley el 26 de noviembre de 2008. La legislación requiere un recorte del 80 % de las emisiones de carbono del Reino Unido para 2050, (sobre la base de los niveles de 1990), con un objetivo intermedio de reducción entre un 26 y un 32 % para 2020. Así el Reino Unido se convirtió en el primer país en promulgar una ley, con amplio margen y significativa reducción de sus emisiones.
Una reunión de la Royal Society el 17-18 de noviembre de 2008, concluyó en un enfoque integrado, haciendo uso de las mejores tecnologías a mano, para redirigir la economía a una economía hipocarbónica. Fue sugerido por los participantes que es posible direccionar hacia una economía hipocarbónica en pocas décadas, pero que “es necesario una urgente y sostenida acción en varios frentes”.

### Oceanía

#### Australia
Australia ha empezado a aplicar medidas para conseguir una economía hipocarbónica, aunque no se ha mencionado la neutralidad de carbono. En el 2001 el gobierno se comprometió a reducir entre un 5-15% las emisiones. El gobierno de Howard ha introducido el esquema Mandatory Renewable Energy Target (MRET), para que en el 2020 el 20% sea energía renovable.
En 2009 el gobierno de Rudd promoverá [actualizar] una reducción de emisiones a corto plazo. Hará otra revisión del MRET y creará el sistema de comercio de derechos de emisión. Actualmente del 8-10% de la energía es renovable. Aunque la dependencia y exportación de carbón va en contra del concepto de economía hipocarbónica.
Los negocios con neutralidad de carbono bono no son incentivados, sino voluntarios. Existen compañías de compensación de carbono sobre la base de acciones de bajo impacto en el ciclo de vida. El Carbon Reduction Institute es un proveedor de compensación que realizó un directorio de Low Carbon Directory para promover el objetivo.

#### Nueva Zelanda
El Ministerio de Cambio Climático y el Ministerio de Hacienda pidieron en mayo de 2017 a la Comisión de Productividad que revisara cómo Nueva Zelanda podía maximizar las oportunidades y minimizar los riesgos de la transición a una economía hipocarbónica. Para cumplir el Acuerdo de París sobre reducción de emisiones, el Gobierno neozelandés está incentivando los vehículos eléctricos y fomentando la investigación en la reducción de emisiones del ganado (una fuente importante de gases de efecto invernadero, por el metano que produce la digestión de las reses).

### Asia

#### China
Artículo principal: Energía renovable en china
En China la ciudad de Dongtan se va a construir con el objetivo de tener cero emisiones netas de gases de efecto invernadero.
El Consejo de Estado de China ha anunciado que ese país recortará sus emisiones del 40 % al 45% para 2020 con respecto a los niveles del 2005.

### América Anglosajona

#### EE. UU.
Ley de Economía Baja en Carbono

### Ciudades
Varias compañías están planeando desarrollos a gran escala sin el uso de combustibles fósiles. Plantas de desarrollo como Word Wide Assets LLC para ciudades enteras, usando solo energía geotérmica para electricidad, también desalinización geotérmica, y empleando todos los tipos de reciclado para el agua y residuos están en desarrollo (2006) en México y Australia.

## Comparaciones del ciclo de vida de las emisiones de gas en el efecto invernadero
Artículo principal:Comparaciones del ciclo de vida de las emisiones de gas en el efecto invernadero

## Educación
- La Universidad de Edinburgo tiene “Gestión de Carbono”.Carbon Management MSc
- La Universidad de East Anglia tiene “Gestión estratégica de Carbono”.MBA
- El myclimate (educación climática),[45] ofrece capacitación en construcción, juegos, libros escolares y cursos para gente joven, adulta y negocios.